# Tangfang, Heilongjiang
Tangfang (kinesiska: 糖坊, 糖坊镇) är en köpinghuvudort i Kina. Den ligger i provinsen Heilongjiang, i den nordöstra delen av landet, omkring 37 kilometer nordost om provinshuvudstaden Harbin. Antalet invånare är 35 620. Befolkningen består av 17 389 kvinnor och 18 231 män. Barn under 15 år utgör 14,0 %, vuxna 15-64 år 78 %, och äldre över 65 år 7,0 %.
Runt Tangfang är det ganska tätbefolkat, med 214 invånare per kvadratkilometer. Närmaste större samhälle är Binxi, 19,4 km söder om Tangfang. Trakten runt Tangfang består till största delen av jordbruksmark.
Genomsnittlig årsnederbörd är 839 millimeter. Den regnigaste månaden är juli, med i genomsnitt 186 mm nederbörd, och den torraste är januari, med 8 mm nederbörd.